# Anastasija Rodionova
Anastasija Ivanovna Rodionova (in russo Анастасия Ивановна Родионова?; Tambov, 12 maggio 1982) è un'ex tennista russa naturalizzata australiana, rappresentante per la Russia nonostante abitasse a Melbourne dal 2005; dal dicembre 2009 è cittadina australiana.

## Biografia
Ha una sorella minore, Arina, anch'essa tennista professionista, e che come lei ha cambiato nazionalità nel 2009.
Nel settembre 2008 si è sottoposto a un intervento chirurgico al fianco, per un infortunio rimediato nel 2003 a Wimbledon.
Dal gennaio 2009 è ambasciatrice ufficiale di Guide Dogs Victoria, un'associazione che si occupa dell'addestramento di cani guida per ciechi.

## Statistiche WTA

### Doppio

#### Vittorie (11)
| Legenda: Prima del 2009 | Legenda: Dal 2009     |
| ----------------------- | --------------------- |
| Grande Slam (0)         |                       |
| Ori Olimpici (0)        |                       |
| WTA Finals (0)          |                       |
| Tier I (0)              | Premier Mandatory (0) |
| Tier II (0)             | Premier 5 (0)         |
| Tier III (1)            | Premier (3)           |
| Tier IV (1)             | International (6)     |

| N.  | Data              | Torneo                            | Superficie    | Partner             | Avversarie in finale                          | Punteggio           |
| 1.  | 6 novembre 2005   | Bell Challenge, Québec            | Sintetico (i) | Elena Vesnina       | Līga Dekmeijere Ashley Harkleroad             | 6-7, 6-4, 6-2       |
| 2.  | 30 aprile 2007    | Estoril Open, Estoril             | Terra rossa   | Andreea Ehritt-Vanc | Lourdes Domínguez Lino Arantxa Parra Santonja | 6-3, 6-2            |
| 3.  | 19 giugno 2010    | Ordina Open, 's-Hertogenbosch     | Erba          | Alla Kudrjavceva    | Vania King Jaroslava Švedova                  | 3-6, 6-3, [10-6]    |
| 4.  | 12 febbraio 2012  | PTT Pattaya Open, Pattaya         | Cemento       | Sania Mirza         | Chan Yung-jan Chan Hao-ching                  | 3-6, 6-1, [10-8]    |
| 5.  | 5 gennaio 2013    | ASB Classic, Auckland             | Cemento       | Cara Black          | Julia Görges Jaroslava Švedova                | 2-6, 6-2, [10-5]    |
| 6.  | 15 settembre 2013 | Bell Challenge, Québec (2)        | Sintetico (i) | Alla Kudrjavceva    | Lucie Hradecká Andrea Hlaváčková              | 6-4, 6-3            |
| 7.  | 4 gennaio 2014    | Brisbane International, Brisbane  | Cemento       | Alla Kudrjavceva    | Kristina Mladenovic Galina Voskoboeva         | 6-3, 6-1            |
| 8.  | 22 febbraio 2014  | Dubai Tennis Championships, Dubai | Cemento       | Alla Kudrjavceva    | Raquel Kops-Jones Abigail Spears              | 6-2, 5-7, [10-8]    |
| 9.  | 12 ottobre 2014   | Tianjin Open, Tianjin             | Cemento       | Alla Kudrjavceva    | Sorana Cîrstea Andreja Klepač                 | 6(6)-7, 6-2, [10-8] |
| 10. | 25 giugno 2016    | AEGON International, Eastbourne   | Erba          | Darija Jurak        | Chan Hao-ching Chan Yung-jan                  | 5-7, 7-6(4), [10-6] |
| 11. | 4 marzo 2017      | Abierto Mexicano Telcel, Acapulco | Cemento       | Darija Jurak        | Verónica Cepede Royg Mariana Duque Mariño     | 6-3, 6-2            |

#### Sconfitte (13)
| Legenda: Prima del 2009 | Legenda: Dal 2009     |
| ----------------------- | --------------------- |
| Grande Slam (0)         |                       |
| Argenti Olimpici (0)    |                       |
| WTA Finals (0)          |                       |
| Tier I (0)              | Premier Mandatory (0) |
| Tier II (1)             | Premier 5 (0)         |
| Tier III (1)            | Premier (3)           |
| Tier IV (3)             | International (5)     |

| N.  | Data             | Torneo                                        | Superficie  | Partner             | Avversarie in finale                     | Punteggio           |
| 1.  | 29 luglio 2001   | Orange Prokom Open, Sopot                     | Terra rossa | Julija Bejhel'zymer | Joannette Kruger Francesca Schiavone     | 4-6, 0-6            |
| 2.  | 9 ottobre 2005   | Tashkent Open, Tashkent                       | Cemento     | Galina Voskoboeva   | Maria Elena Camerin Émilie Loit          | 3-6, 0-6            |
| 3.  | 19 febbraio 2006 | Bangalore Open, Bangalore                     | Cemento     | Elena Vesnina       | Liezel Huber Sania Mirza                 | 3-6, 3-6            |
| 4.  | 14 maggio 2007   | Grand Prix SAR La Princesse Lalla Meryem, Fès | Terra rossa | Andreea Ehritt-Vanc | Sania Mirza Vania King                   | 1-6, 2-6            |
| 5.  | 1º ottobre 2007  | Tashkent Open, Tashkent (2)                   | Cemento     | Tat'jana Puček      | Kacjaryna Dzehalevič Nastas'sja Jakimava | 6-2, 4-6, [7-10]    |
| 6.  | 28 febbraio 2010 | Malaysia Classic, Kuala Lumpur                | Cemento     | Arina Rodionova     | Zheng Jie Chan Yung-jan                  | 7-6, 2-6, [7-10]    |
| 7.  | 22 maggio 2010   | Internationaux de Strasbourg, Strasburgo      | Terra rossa | Alla Kudrjavceva    | Alizé Cornet Vania King                  | 6-3, 4-6, [7-10]    |
| 8.  | 22 ottobre 2011  | Kremlin Cup, Mosca                            | Cemento (i) | Galina Voskoboeva   | Vania King Jaroslava Švedova             | 6(8)-7, 3-6         |
| 9.  | 20 ottobre 2013  | Kremlin Cup, Mosca (2)                        | Cemento (i) | Alla Kudrjavceva    | Svetlana Kuznecova Samantha Stosur       | 1-6, 6-1, [8-10]    |
| 10. | 2 febbraio 2014  | PTT Pattaya Open, Pattaya                     | Cemento     | Alla Kudrjavceva    | Peng Shuai Zhang Shuai                   | 6-3, 6(5)-7, [6-10] |
| 11. | 8 marzo 2015     | Monterrey Open, Monterrey                     | Cemento     | Arina Rodionova     | Gabriela Dabrowski Alicja Rosolska       | 3-6, 6-2, [3-10]    |
| 12. | 24 luglio 2016   | Bank of the West Classic, Stanford            | Cemento     | Darija Jurak        | Raquel Kops-Jones Abigail Spears         | 3-6, 4-6            |
| 13. | 26 maggio 2018   | Internationaux de Strasbourg, Strasburgo (2)  | Terra rossa | Nadiia Kičenok      | Mihaela Buzărnescu Ioana Raluca Olaru    | 5-7, 5-7            |

### Doppio misto

#### Sconfitte (1)
| Tornei del Grande Slam  |
| ----------------------- |
| Australian Open (0)     |
| Open di Francia (0)     |
| Torneo di Wimbledon (1) |
| US Open (0)             |

| N. | Anno          | Torneo                      | Superficie | Partner  | Rivali in finale                 | Punteggio |
| 1. | 6 luglio 2003 | Torneo di Wimbledon, Londra | Erba       | Andy Ram | Martina Navrátilová Leander Paes | 3-6, 3-6  |

## Circuito WTA 125

### Doppio

#### Sconfitte (1)
| N. | Data          | Torneo                        | Superficie | Compagna             | Avversarie in finale                | Punteggio |
| 1. | 18 marzo 2016 | San Antonio Open, San Antonio | Cemento    | Klaudia Jans-Ignacik | Anna-Lena Grönefeld Nicole Melichar | 1-6, 3-6  |

## Statistiche ITF

### Singolare

#### Vittorie (8)
| Torneo $100.000 (0) |
| Torneo $80.000 (0)  |
| Torneo $75.000 (0)  |
| Torneo $60.000 (0)  |
| Torneo $50.000 (0)  |
| Torneo $25.000 (8)  |
| Torneo $15.000 (0)  |
| Torneo $10.000 (0)  |

| No. | Data              | Torneo                                            | Superficie  | Rivale in finale  | Risultato in finale |
| 1.  | 13 maggio 2001    | Trofeo Ediltermica, Maglie                        | Terra rossa | Maja Palaveršić   | 6-2, 6-4            |
| 2.  | 7 aprile 2002     | ITF Femenil Britania Coatzacoalcos, Coatzacoalcos | Cemento     | Zuzana Hejdová    | 6-3, 4-6, 6-4       |
| 3.  | 16 maggio 2004    | Stockholm Ladies, Stoccolma                       | Terra rossa | Anne Kremer       | 7-6, 6-4            |
| 4.  | 13 giugno 2004    | LGT Open, Vaduz                                   | Terra rossa | Yvonne Meusburger | 1-6, 6-3, 7-6       |
| 5.  | 25 settembre 2005 | Coleman Vision Tennis Championships, Albuquerque  | Cemento     | Maureen Drake     | 6-2, 6-3            |
| 6.  | 20 novembre 2005  | ITF Women's Circuit Nuriootpa, Nuriootpa          | Cemento     | Gréta Arn         | 6-3, 6-1            |
| 7.  | 4 maggio 2009     | Bundaberg Tennis International, Bundaberg         | Terra rossa | Olivia Rogowska   | 7-5, 6-0            |
| 8.  | 10 maggio 2009    | City of Ipswich Tennis International, Ipswich     | Terra rossa | Nicole Riner      | 6-4, 7-5            |

## Risultati in progressione
| Sigla | Risultato               |
| ----- | ----------------------- |
| V     | Vincitore               |
| F     | Finalista               |
| SF    | Semifinalista           |
| O     | Oro olimpico            |
| A     | Argento olimpico        |
| SF    | Bronzo olimpico         |
| QF    | Quarti di Finale        |
| 4T    | Quarto turno            |
| 3T    | Terzo turno             |
| 2T    | Secondo turno           |
| 1T    | Primo turno             |
| RR    | Round Robin             |
| LQ    | Turno di qualificazione |
| A     | Assente                 |
| ND    | Non disputato           |

| Legenda superfici    |
| -------------------- |
| Cemento              |
| Terra battuta        |
| Erba                 |
| Superficie variabile |

### Singolare nei tornei del Grande Slam
| Torneo          | 2002 | 2003 | 2004 | 2005 | 2006 | 2007 | 2008 | 2009 | 2010 | 2011 | 2012 | 2013 | 2014 | 2015 | 2016 | 2017 | V--S  |
| --------------- | ---- | ---- | ---- | ---- | ---- | ---- | ---- | ---- | ---- | ---- | ---- | ---- | ---- | ---- | ---- | ---- | ----- |
| Australian Open | A    | A    | A    | A    | A    | 2T   | 2T   | 1T   | 1T   | 1T   | 1T   | A    | A    | A    | A    | A    | 2-6   |
| Open di Francia | A    | A    | A    | A    | 1T   | 1T   | 1T   | Q1   | 3T   | 3T   | 1T   | A    | A    | A    | A    | A    | 4-6   |
| Wimbledon       | A    | 1T   | A    | A    | 2T   | 1T   | 1T   | A    | 3T   | 1T   | 1T   | A    | A    | A    | A    | A    | 3-7   |
| US Open         | A    | A    | A    | A    | 3T   | 2T   | 1T   | 3T   | 2T   | 1T   | 2T   | A    | 2T   | A    | A    | A    | 8-8   |
| Totale          | 0-0  | 0-1  | 0-0  | 0-0  | 3-3  | 2-4  | 1-4  | 2-2  | 5-4  | 2-4  | 1-4  | 0-0  | 1-1  | 0-0  | 0-0  | 0-0  | 17-27 |

### Doppio nei tornei del Grande Slam
| Torneo          | 2002 | 2003 | 2004 | 2005 | 2006 | 2007 | 2008 | 2009 | 2010 | 2011 | 2012 | 2013 | 2014 | 2015 | 2016 | 2017 | 2018 | 2019 | 2020 | 2021 | V--S  |
| --------------- | ---- | ---- | ---- | ---- | ---- | ---- | ---- | ---- | ---- | ---- | ---- | ---- | ---- | ---- | ---- | ---- | ---- | ---- | ---- | ---- | ----- |
| Australian Open | 1T   | 1T   | 1T   | 1T   | 2T   | 1T   | 2T   | 2T   | 3T   | QF   | 2T   | 3T   | 1T   | 2T   | QF   | 1T   | 3T   | 1T   | A    | A    | 17-18 |
| Open di Francia | 1T   | 1T   | A    | A    | 2T   | 2T   | 2T   | 3T   | 1T   | QF   | QF   | 3T   | 1T   | 3T   | 1T   | 2T   | 2T   | A    | A    | A    | 17-15 |
| Wimbledon       | QF   | 1T   | 2T   | 1T   | 2T   | 1T   | 1T   | 2T   | 1T   | QF   | 2T   | 1T   | QF   | 2T   | 2T   | 1T   | 2T   | A    | A    | A    | 16-17 |
| US Open         | 1T   | A    | 1T   | A    | 2T   | 1T   | 3T   | 2T   | SF   | 1T   | 2T   | 2T   | 3T   | 2T   | 2T   | 2T   | 1T   | A    | A    | 3T   | 17-16 |
|                 | 3-4  | 0-3  | 1-3  | 0-3  | 4-4  | 1-4  | 4-4  | 5-4  | 6-4  | 9-4  | 6-4  | 5-4  | 5-4  | 5-4  | 5-4  | 2-4  | 4-4  | 0-1  | 0-0  | 2-1  | 66-66 |

### Doppio misto nei tornei del Grande Slam
| Torneo          | 2002 | 2003 | 2004 | 2005 | 2006 | 2007 | 2008 | 2009 | 2010 | 2011 | 2012 | 2013 | 2014 | 2015 | 2016 | 2017 | 2018 |
| --------------- | ---- | ---- | ---- | ---- | ---- | ---- | ---- | ---- | ---- | ---- | ---- | ---- | ---- | ---- | ---- | ---- | ---- |
| Australian Open | A    | A    | A    | A    | A    | A    | A    | 2T   | 1T   | QF   | 1T   | 1T   | 2T   | 1T   | 1T   | A    | A    |
| Open di Francia | A    | A    | A    | A    | A    | 1T   | A    | 2T   | A    | 1T   | 1T   | 2T   | 1T   | QF   | A    | 1T   | A    |
| Wimbledon       | 1T   | F    | 3T   | A    | 1T   | A    | 1T   | 2T   | 1T   | 2T   | 1T   | 1T   | QF   | 3T   | 3T   | 2T   | 2T   |
| US Open         | A    | A    | A    | A    | 2T   | A    | 1T   | A    | A    | 1T   | QF   | 1T   | 2T   | QF   | 1T   | SF   | A    |